# Case Cunningham

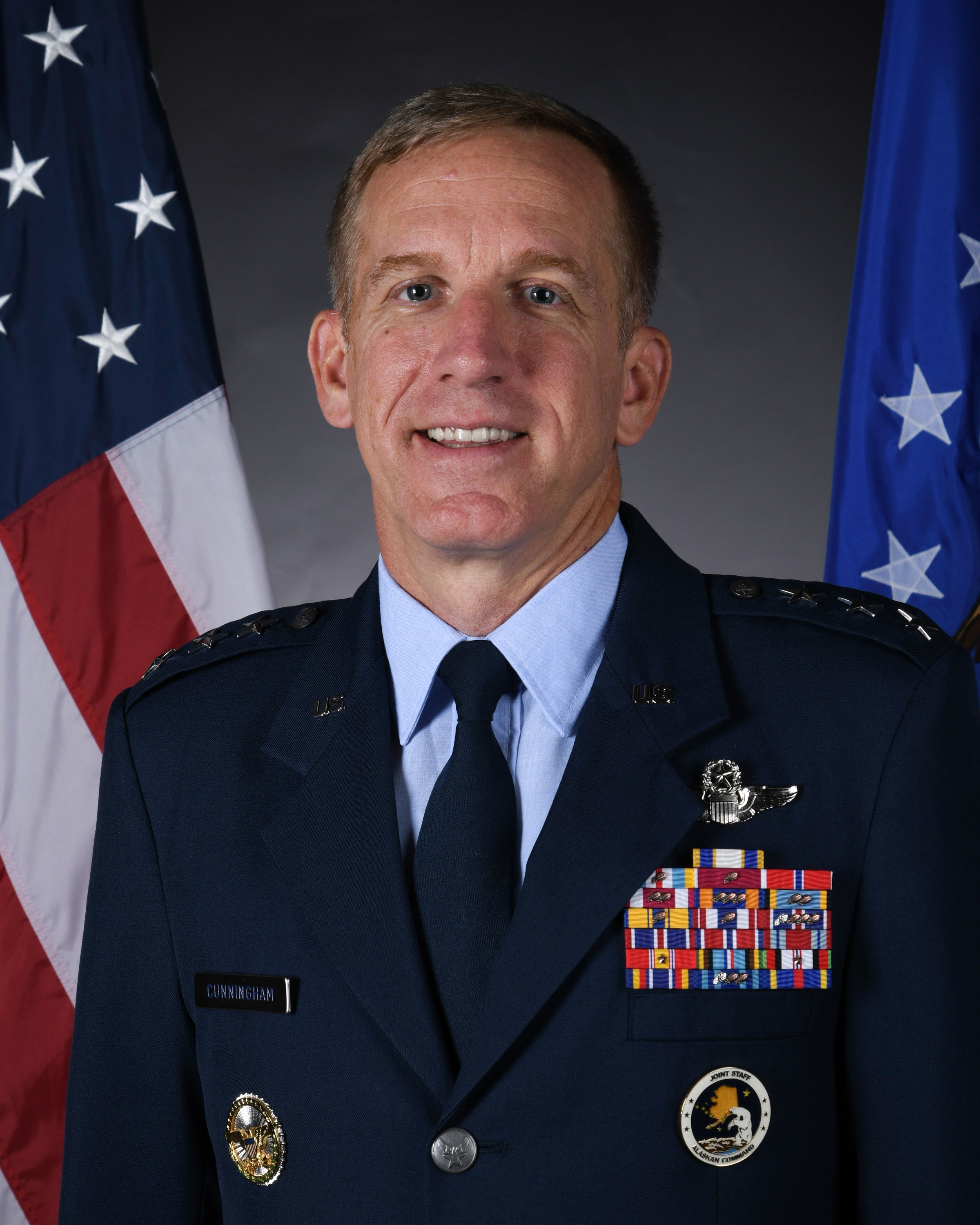
Case A. Cunningham (2ß24)

Case Andrews Cunningham (* um 1972) ist ein Generalleutnant der United States Air Force. Zurzeit (April 2025) kommandiert er die 11. Luftflotte (Eleventh Air Force).
Im Jahr 1994 absolvierte er die United States Air Force Academy in Colorado Springs. Nach seiner Graduation wurde er als Leutnant in das Offizierskorps der Air Force aufgenommen. In der Folge durchlief er alle Offiziersgrade vom Leutnant bis zum Drei-Sterne-General.
Im Lauf seiner militärischen Karriere absolvierte er verschiedene Kurse und Schulungen. Dazu gehörten unter anderem eine Ausbildung zum Kampfpiloten und weitere Fortbildungskurse als Pilot neuer Flugzeugtypen; die U.S. Air Force Weapons School auf der Nellis Air Force Base in Nevada; die Squadron Officer School auf der Maxwell Air Force Base in Alabama; das Air Command and Staff College und das Air War College, beide über einen Fernkurs; das Armed Forces Staff College in Norfolk in Virginia und einige Kurse an der Air University bzw. der American Military University.
In seinen frühen Jahren als Offizier der Luftwaffe war er an verschiedenen Stützpunkten in den Vereinigten Staaten stationiert. Dabei war er als Pilot, Flugausbilder, Waffenoffizier oder Stabsoffizier bei unterschiedlichen Einheiten tätig. Dazwischen absolvierte er die erwähnten Schulungen. Zwischen Januar 2010 und Januar 2012 leitete er auf der Nellis AFB in Nevada als Oberst die Kunstflugstaffel United States Air Force Thunderbirds. Nach einem anschließenden Lehrgang an der Air University wurde er zum Kandahar Airfield in Afghanistan versetzt. Zwischen Juli 2012 und Juli 2013 war er dort stellvertretender Kommandeur des 451. Expeditionsgeschwaders (451st Air Expeditionary Wing).
Daran schloss sich eine Versetzung nach Arlington in Virginia an. Dort war er zwischen August 2013 und Juni 2015 im Stab des Verbindungsbüros der Air Force zum Defense Advanced Research Projects Agency tätig (Special Assistant to the Director & U.S. Air Force Operational Liaison, Defense Advanced Research Projects Agency, Arlington, Va.). Als Nächstes erhielt er auf der Creech Air Force Base in Nevada das Kommando über das 432. Geschwader bzw. 432. Expeditionsgeschwader (432nd Wing & 432nd Air Expeditionary Wing). Diese Aufgabe nahm er zwischen Juni 2015 und Juli 2017 wahr.
Cunninghams nächster Auftrag führte in zur Kadena Air Base in Japan. Zwischen Juli 2017 und Juli 2019 hatte er dort den Oberbefehl über das 18. Geschwader (18th Wing). Es folgte eine Versetzung zum Camp H. M. Smith in Hawaii. Dort leitete er bis zum Juni 2020 die Stabsabteilung für Operationen des United States Indo-Pacific Commands. Danach wurde er zur Langley Air Force Base in Virginia beordert. Zwischen Juli 2020 und Juni 2021 leitete er dort die Stabsabteilung für Planungen, Programme und Bedarf (Director, Plans, Programs and Requirements) im Hauptquartier des Air Combat Commands (ACC). Anschließend übernahm er auf der Nellis AFB die Leitung des U.S. Air Force-Warfare-Centers, die er bis zum August 2024 innehatte.
Am 9. August 2024 übernahm Case Cunningham auf der Elmendorf Air Force Base in Alaska als Nachfolger von David S. Nahom das Kommando über die für Alaska zuständige 11. Luftflotte. Gleichzeitig kommandiert er in Personalunion das United States Alaskan Command und den für Alaska zuständigen Teil des North American Aerospace Defense Command (NORAD). Dieses Amt bekleidet er bis heute (April 2025).
Während seiner aktiven Zeit als Militärpilot absolvierte er über 3400 Flugstunden auf verschiedenen Flugzeugtypen.

## Daten der Beförderungen
| Abzeichen | Rang               | Jahr              |
| --------- | ------------------ | ----------------- |
|           | Second Lieutenant  | 1. Juni 1994      |
|           | First Lieutenant   | 1. Juni 1996      |
|           | Captain            | 1. Juni 1998      |
|           | Major              | 1. Juli 2004      |
|           | Lieutenant Colonel | 1. Juni 2008      |
|           | Colonel            | 1. Juli 2012      |
|           | Brigadier General  | 2. Juni 2018      |
|           | Major General      | 2. September 2020 |
|           | Lieutenant General | 9. August 2024    |

## Orden und Auszeichnungen
Case Cunningham erhielt im Lauf seiner militärischen Laufbahn unter anderem folgende Auszeichnungen:
- Air Force Distinguished Service Medal
- Defense Superior Service Medal
- Legion of Merit
- Bronze Star Medal
- Meritorious Service Medal
- Air Medal
- Aerial Achievement Medal
- Air and Space Force Commendation Medal